# Kent R. Weeks
O Dr. Kent R. Weeks (16 de dezembro de 1941-) é um egiptólogo americano conhecido pelos seus trabalhos nas tumbas reais do Vale dos Reis. Ele é casado com Susan Weeks, também uma arqueóloga e talentosa artista.
Weeks nasceu na cidade de Everett, Washington, onde ele decidiu ser egiptólogo desde que era criança. Weeks estudou na R. A. Long High School em Longview (Washington) e se graduou em 1959. Ele estudou antropologia na University of Washington onde ele obteve o seu mestrado. Ele visitou o Egito pela primeira vez em 1963 e em 1970 ele recebeu o doutorado em egiptologia pela Yale University.
A carreira profissional de Dr. Weeks iniciou-se com a nomeação para curador assistente de arte egípcia no Metropolitan Museum of Art, e em 1988 tornou-se um professor de Egiptologia na The American University in Cairo.
Em 1978, weeks concebeu e lançou o Theban Mapping Project, um plano ambicioso de fotografar e mapear detalhadamente todos os templos e tumbas na necrópole da cidade de Tebas. Como parte de seu projeto, Weeks introduziu um balão com a intenção de fazer estudos aéreos, que acabaram crescendo e se tornando parte importante da industria turística local. Entretanto, a mais importante conquista do projeto foi a descoberta, em 1995, da identidade da maior tumba do Vale dos Reis, a KV5, a tumba dos filhos de Ramessés II.

## Publicações
- Atlas of the Valley of the Kings: The Theban Mapping Project
- The Lost Tomb, 1998
- The Illustrated Guide to Luxor and the Valley of the Kings
- The Valley of the Kings: The Tombs and the Funerary of Thebes West, (editor)